# ويليام هامبسون
ويليام هامبسون هو أول من اخترع إجراءًا لتسييل الهواء، وُلد في الرابع عشر من مارس 1854 في مقاطعة مرزيسايد، إنجلترا، وتُوفي في اليوم الأول من شهر يناير لعام 1926 في هولاند بارك.

## النشأة
وُلد ويليام هامبسون في 14 مارس عام 1854 في مقاطعة مرزيسايد، إنجلترا وهو الابن الثاني لأبيه.
بعد التخرج من مدرسة مانشستر المتوسطة حصل علي منحة من كلية ترينتي التابعة لجامعة أوكسفورد، وإلتحق بها في أكتوبر عام 1874، وهناك قام بدراسة الميكانيكا الكلاسيكية وتخرج بشهادة من الدرجة الثانية، ثم إلتحق بمعهد إينر في لندن ليتأهل ليصبح محاميًا.
وليس هناك أي دليل مادي يوثق بإن ويليام قام بدراسة الفيزياء أو الهندسة ليبدو بأنهقام بتعليم نفسه في كل من العلوم والهندسة، وتزوج من آمي بولتون.

## تسييل الهواء
في عام 1895 قام ويليام هامبسون بتوثيق اختراع جهازه المبدأي لتسييل الغازات، كان جهازه بسيطًا:ضاغط غاز يقوم برفع الضغط لكمية الهواء إلي 87-150 ضغط جوي، من ثم فإن الهواء ذو الضغط المرتفع يمر خلال اسطوانات والتي تحتوي علي مواد كيميائية تقوم بامتصاص الماء وثاني أكسيد الكربون من الهواء، ثم يتم تمرير الهواء المجفف خلال ملف نحاسي ويخرج من خلال نهاية الملف التي تكون على شكل بوق وتعمل علي تقليل الضغط لواحد ضغط جوي.
بعدما يتمدد الهواء خلال البوق تنخفض درجة الحرارة بشكل كبير جدًا (نتيجة لتأثير جول-طومسون)، من ثم يقوم الهواء البارد بالسريان إلي الخلف عبر الملف النحاسي ليُبرد الهواء المار خلال الملف، وكنتيجة لهذا فأنه في خلال 20-25 دقيقة يبدأ الجهاز بإنتاج هواء مُسيل وتُقاس إنتاجية الجهاز بوحدة المتر المكعب.
قام ويليام هامبسون بعمل براءة اختراع تمهيدية لاختراعه إجراء التسييل في 23 مايو عام 1895، وقام كارل فون ليندة (مهندس ألماني) بعمل براءة اختراع مماثلة في 5 يونيو عام 1895.
وقامت شركة برين للأكسجين في لندن (تم إعادة تسميته لتصبح الشركة البريطانية للأكسجين في عام 1906) بتبني فكرة ويليام هامبسون في تسييل الهواء عام 1905 وحازت الشركة من ويليام هامبسون علي ثلاث براءات اختراع لتسييل وفصل الغازات الجوية.
وقامت شركة برين للأكسجين بتعيين ويليام هامبسون لديها في وظيفة مستشار، وقام ويليام بعدها بإمداد ويليام رامزي بالهواء المُسيل مما سمح له باكتشاف عناصر الكريبتون والزينون والنيون والتي حصل ويليام رامزي علي إثرها علي جائزة نوبل في الكيمياء عام 1904ref>See:
- Davies (2009), p. 65.
- Morris William Travers, The Discovery of the Rare Gases (London, England: Edward Arnold and Co., 1928), pages 89, 93–94, 98, 115.
- Morris William Travers, A Life of Sir William Ramsay (London, England: Edward Arnold and Co., 1956), pages 172–176.</ref>.

## إسهامات أخرى
قام ويليام هامبسون بإجراء بعض من المحاضرات والمناهج الدراسية في فترة 1900-1901 ومنها مجموعة من المحاضرات في كلية لندن الجامعية، ومن خلال تلك المحاضرات خرج كتاب «راديوم إكسبلاند» -Radium Explained (1905)- المُقدم للجمهور العادي يُوضح فيه بعض من التطورات الأخيرة في مجال النشاط الإشعاعي، وخرج كتاب آخر هو Paradoxes of Nature and of Science (1906) والذي قدم فيه بعض من الإشكاليات العلمية التي تتعلق ببعض التجارب الشائعة آنذاك، ومثال علي ذلك: كيف يُستخدم الثلج كمصدر للحرارة؟
وأصبح ويليام هامبسون أيضًا مهتمًا بالعلوم الطبية، حيث قام بترخيص صيدلية في عام 1896 وبحلول 1910 كان يمارس الطب في عدة مستشفيات في لندن، وفي عام 1912 نشر بحثًا له عن جهاز تنظيم ضربات القلب، كان نظامًا يجعل العضلات الكبيرة تنقبض باستمرار عن طريق إعطائها دفعة كهربية وبالتالي فإن نبضات أو دفعات من الدم سوف تذهب إلي القلب وتلك الدفعات سوف تحث القلب علي التزامن مع التحفيز الكهربي الخارجي، وقام ويليام هامبسون أيضًا بتحسين طفيف علي أنبوب الأشعة السينية.
وقام ويليام هامبسون أيضًا بالمغامرة في الاقتصاد حيث نشر كتاباً تحت عنوان Modern Thraldom: A New Social Gospel (1907)، حيث اعتبر هامبسون أن الاقتراض بأي شكل من أشكاله حتي عن طريق الائتمان هو أحد المسببات للمشاكل في الاقتصاد.
وقام بتخيل عالم بدون ائتمان ولا فوائد ولا إيجارات ولا قروض عقارية، وكل عمليات البيع تكون نقضًا وحيث أن الديون تكون غير معترف بها قانونيًا، والمصانع سوف تعمل بالتعاون مع العمال، وسوف يتم تمويل الحكومة بواسطة ضرائب المبيعات والاقتصاد القومي سوف يكون قادرًا علي المنافسة مع الاقتصادات الأجنبية.

## أقرأ أيضًا
- Mansel Davies (2009) "William Hampson (1854–1926): A Note," British Journal for the History of Science, 22 (1): 63–73.
- Encyclopedia.com: Hampson, William
- "Hampson, William" in: Dictionary of Scientific Biography, Charles C. Gillispie, ed. (New York City: Charles Scribner's Sons, 1972), vol. 6, page 93.